# Anopsicus pearsei
Anopsicus pearsei là một loài nhện trong họ Pholcidae. Loài này được phát hiện ở México và là loài điển hình của chi Anopsicus.